# Château de la Motte-aux-Bois
Ne doit pas être confondu avec Château du Bois de la Motte.
Le château de la Motte au Bois est longtemps resté possession des comtes de Flandre puis des ducs de Bourgogne, avant de devenir la propriété des comtes de Morbecque. Il connait actuellement une tout autre destination en abritant l'Institut aéronautique Amaury de la Grange.
L'ancienne commune de La Motte-aux-Bois ayant fusionné après la Révolution entre 1790 et 1794 avec Morbecque, le château est désormais sur le territoire de Morbecque.

## Historique

### Moyen-Âge
Robert le Frison érige la forteresse de la Motte-aux-Bois en 1075, au cœur de la forêt de Nieppe. Dans plusieurs textes anciens, le château est appelé « Ter Walle » au bois de Nieppe.
En 1164 Saint Thomas Becket (1117-1170), archevêque de Canterbury s'exile volontairement en France, quitte l'Angleterre le 2 novembre 1164 et séjourne au château avant d'être assassiné par les chevaliers d'Henri II d'Angleterre le 27 décembre 1170.
Le château fait Mathilde de Portugal, femme de Philippe d'Alsace en 1191, le comte Philippe d'Alsace ayant souvent séjourné en ce lieu.
En mai 1251, après la mort de Guillaume III de Dampierre, le château et le bois de Nieppe font partie du douaire de sa veuve Béatrix de Brabant. En 1273, Béatrix cède son douaire sur le bois de Nieppe, y inclus le château, au comte de Flandre Gui de Dampierre, lequel acquiert de nombreuses terres pour établir ses différents enfants, moyennant une rente de quatre mille cinq cents livres de Flandre.
En 1326, Robert de Cassel, qui a reçu toute la Flandre maritime en apanage contre sa renonciation au comté de Flandre, assigne à son épouse Jeanne de Bretagne, en douaire, la forêt de Nieppe, château inclus, en complément de toutes ses terres en Perche. Robert et son épouse séjournent fréquemment au château. Robert a fait faire les fossés et la tour.
En 1328, le duc de Normandie démantèle le château après un siège lors de la bataille de Cassel.
Yolande de Flandre, fille et héritière de Robert de Cassel, fait de nombreux séjours au château. Elle y prend un grand nombre d'actes y procède aux nominations de ses officiers, baillis, représentants, etc. On trouve trace également d'actes pris conjointement par Yolande et son second mari Philippe de Navarre. Elle y procède à de nombreux aménagements et embellissements. Le poète Eustache Deschamps aurait séjourné au château, à l'invitation de Yolande, à une date non précisée, mais pouvant être 1381.
Thierry de Haesbrouck, sire de la Hoflande est gouverneur du château en 1375. La liste des gouverneurs figure dans De Backer.
Les gouverneurs, souverains baillis du château disposaient de toute la justice seigneuriale; le château de dépendait ni de la châtellenie de Cassel, bien qu'il fût sur le territoire de celle-ci, ni de la vierschaere (cour de justice) d'Hazebrouck.
Yolande de Flandre meurt au château le 12 octobre ou 12 décembre 1395, après y avoir inauguré probablement à l'automne 1381, une magnifique chapelle dédiée à Saint-Denis (Denis de Paris) pendant un séjour de sa belle-fille Marie de France.
Vers 1396, sans doute à l'initiative du fils de Yolande, le duc de Bar, Robert Ier de Bar, a été créé à proximité du château et à la lisière de la forêt de Nieppe, un cloître dit des Trinitaires de Préavin, le Préavin dépendant actuellement de Morbecque, lieu d'une dévotion à Marie, mère de Jésus, dans la chapelle Notre-Dame-de-Piété, objet d'un pèlerinage fort suivi. Robert Gaguin, futur ministre général de l'ordre, a fait ses premières études dans le couvent, vers les années 1450. En 1680, le pape Innocent IX  accorde des indulgences à la confrérie de la Sainte-Trinité et de la rédemption des captifs chrétiens au Préavin. Le couvent existait encore à la fin du XVIIIe siècle avant la Révolution française, disparait avec celle-ci, et au XIXe siècle, il en restait une chapelle à l'endroit présumé du couvent.
En 1409, Robert Ier détache la seigneurie et le château, joints à la seigneurie de Cassel, pour en faire l'apanage de son fils Édouard, le futur Édouard III de Bar. Celui-ci meurt sans héritiers. Ses biens passent à son frère Louis Ier de Bar, cardinal-duc de Bar. Il lègue ses biens à son neveu René d'Anjou en 1419 mais ressent toutefois, par son testament de 1430, le besoin de dédommager Jeanne de Marle, petite-fille de Henri de Marle, qui avait reçu de son père Robert Ierde Bar, Cassel, le château de la Motte-au-Bois, et d'autres biens. René d'Anjou, entre autres duc de Bar et duc de Lorraine, est fait prisonnier à la bataille de Bulgnéville en 1431 par Antoine de Vaudémont, prétendant au duché de Lorraine, et allié du duc de Bourgogne Philippe le Bon auquel il cède René d'Anjou. Celui-ci consent en 1432 à laisser à Jeanne de Marle toutes ses possessions de Flandre, y inclus Cassel, La Motte-au-Bois, mais Philippe le Bon, comte de Flandre depuis le mariage de son grand-père Philippe II de Bourgogne (Philippe le Hardi) avec l'héritière du dernier comte de Flandre, Louis II de Flandre (Louis de Male), exige de René d'Anjou qu'il lui cède toutes ses possessions de Flandre comme rançon, condition préalable pour sa libération. L'accord en est passé en 1436 et en 1437, Jeanne de Marle mariée à Louis de Luxembourg-Saint-Pol, reçoit de René d'Anjou, compensation financière pour les terres de Flandre. Cassel et le château de la Motte-au-Bois passent ainsi dans les biens du duc de Bourgogne.
Le château est habité par Isabelle de Portugal (1397-1471) femme de Philippe le Bon et mère de Charles le Téméraire. Elle a lancé plusieurs travaux pour quasiment reconstruire le château et y aurait fait enterrer en 1485 les entrailles de son frère Ferdinand de Portugal, mais cette information est à confirmer (Ferdinand est mort au Maroc quarante ans plus tôt et ses restes ramenés dans un couvent du Portugal).

### Époque moderne

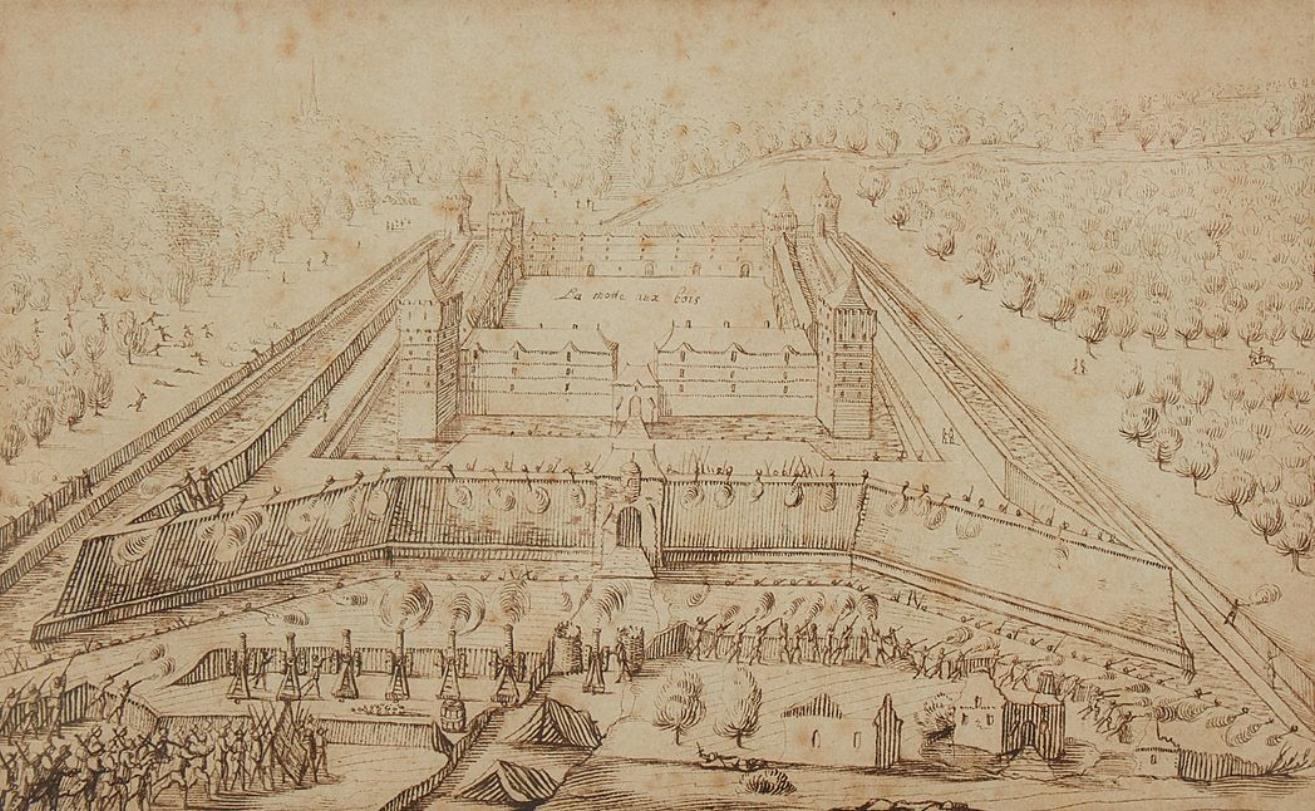
L'attaque du château de la Motte au bois, attribué à Claude Chastillon, coll. part.

Le 8 février 1614, la seigneurie est érigée en comté par lettre des archiducs Albert et Isabelle en faveur de Robert de Saint-Omer († 1617), 1er comte de Morbecque (8 février 1614), vicomte d'Aire, baron de Robecq, seigneur de Dranouter, Runeschuere, la Bourre, Souverain-Moulin, Saint-Quentin et autres lieux.
Le château est ruiné par les guerres du XVIIe siècle : pris par les Français en 1645, démantelé sur ordre de Turenne après avoir été pris par Jacques de Castelnau en 1657, rendu à l'Espagne par le traité des Pyrénées de 1659, il est reconstruit en 1660 dans l'état proche de l'actuel. Il demeure un centre judiciaire et administratif, et en 1679 devient le siège d'une maîtrise des eaux et forêts[réf. souhaitée]. Le roi de France continue d'y maintenir un capitaine grand bailli héréditaire, charge qui peut être achetée.
L'église du château contenait la pierre tumulaire en marbre blanc de noble et puissant seigneur Messire Antoine Ier de Lalaing, (Maison de Lalaing), premier comte de cette terre et seigneurie de Hoochstraete, seigneur de Montigny, chevalier de l'ordre, conseiller et chambellan de l'empereur (Charles Quint), chef de ses finances, lieutenant général de sa majesté, mort le 11 avril 1540. Y gît également son épouse noble et vertueuse Dame Isabeau de Culembourg et de Brossele, veuve de noble et puissant seigneur Jehan de Luxembourg, chevalier de l'ordre, seigneur de ville.

### Époque contemporaine
Le château est vendu comme bien national en 1795 et acquis par un sieur Taffin de Douai. Par le mariage de sa fille avec le Baron Prosper de La Grange, il passe dans la famille des barons de La Grange qui la garde jusqu'en 1962, date à laquelle il est vendu et devient le siège d'un institut aéronautique[réf. souhaitée].
De nouveau dévasté, le château est reconstruit à la fin du XIXe siècle
Pendant la Première Guerre mondiale, la Motte-aux-Bois est proche du front, la baronne de La Grange, propriétaire du château, met celui-ci et ses terres et fermes environnantes à disposition des britanniques et des forces armées du Commonwealth. Elle y laisse une partie de sa fortune et accueille des personnalités de premier plan, telles que Édouard VIII. Elle sera faite « mère » de leur armée, seule française à avoir reçu ce titre, et recevra plusieurs hommages des britanniques reconnaissants.
Pendant la Seconde Guerre mondiale, le château bombardé par les alliés en juin 1944 a été reconstruit en 1950.
Le château abrite désormais l'Institut aéronautique Amaury de la Grange en référence à Amaury de la Grange, homme politique et aviateur français de la Première Guerre mondiale qui en fut le propriétaire.

La bibliothèque du château de La Motte-au-Bois est le siège social de l'association « Mémoire des pierres  » qui est chargé de sauvegarder le patrimoine en lien avec le château et organise les visites lors des journées européennes du Patrimoine.

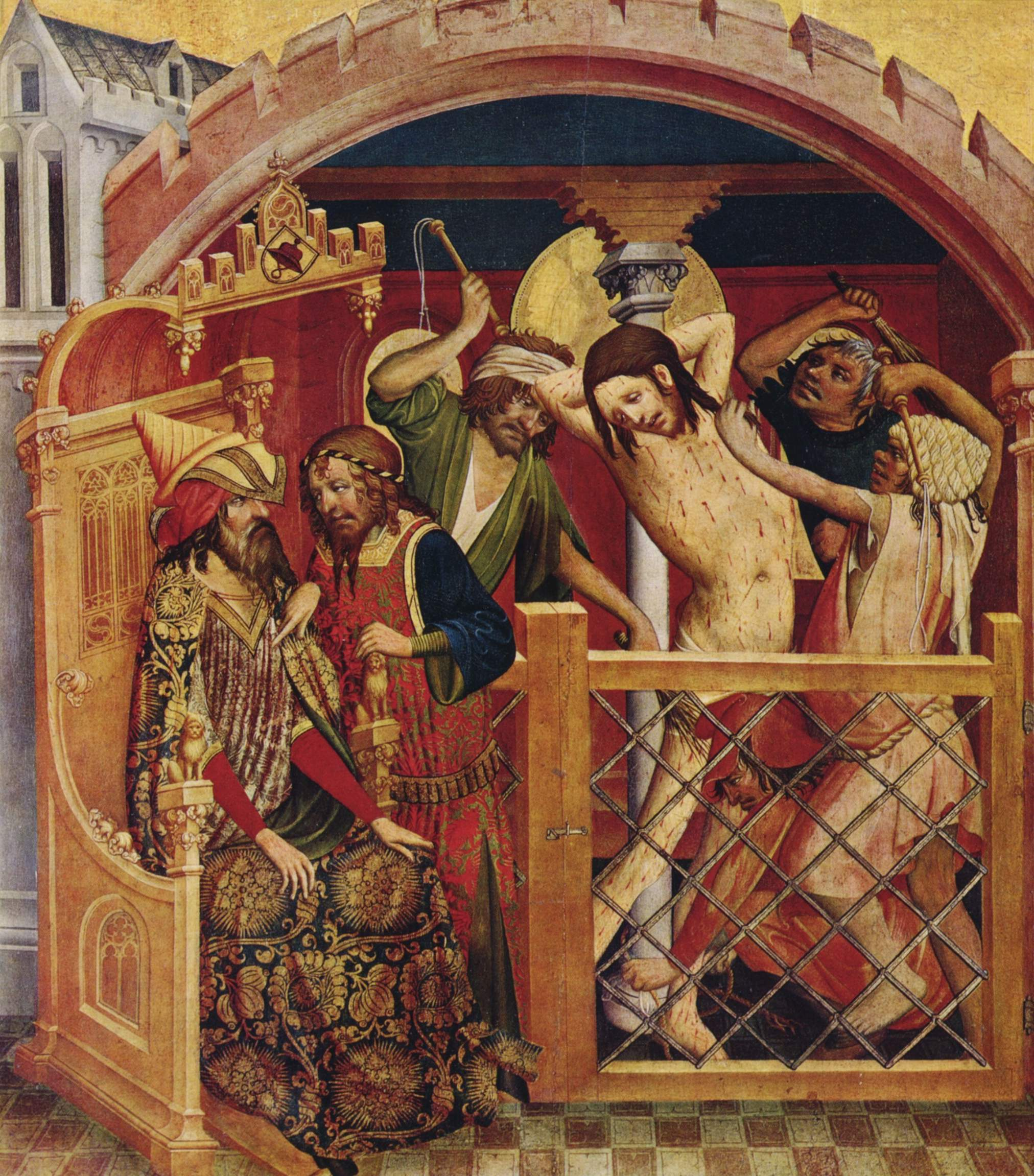
Détail du Retable de saint Thomas Beckett, de Maître Francke, 1424

## L’École
Depuis 1962, le château abrite l'Institut aéronautique Amaury de la Grange (IAAG), spécialisé dans la formation aéronautique. On retrouve notamment deux pôles principaux : la formation théorique de pilote de ligne et la formation de techniciens de maintenance aéronautique. La formation pratique se déroule à Merville, sur l'aéroport de Merville-Calonne où sont situés d'anciens avions de ligne sur lesquels travaillent les apprentis mécaniciens, et également les avions légers d'entrainement pour les élèves pilotes de ligne. Le port de l'uniforme y est obligatoire.

## Architecture
Les principaux bâtiments sont
- La cathédrale, bâtiment abritant les salles de cours (ayant toutes le nom d'un aviateur célèbre). Il fut surnommé ainsi par la présence des escaliers vitrés situés de part et d'autre.
- La cafétéria, lieu de repos des élèves, où l'on trouve notamment une télévision, un babyfoot, un bar et des distributeurs de boissons non-alcoolisées.
- Le gymnase, pour le sport
- Le château, qui réunit une partie de l'administration de l'IAAG, mais aussi le restaurant et plusieurs studios répartis sur le 2e et 3e étage.
- Un bâtiment supplémentaire de chambres.
- La chapelle dédiée à saint Thomas de Cantorbery (Thomas Beckett) date de 1831. Amaury de La Grange l'a dotée de la façade de l'ancien Fort-Gassion d'Aire-sur-la-Lys, rachetée par le baron en 1928 et remontée pierre par pierre[19].

On trouve également, répartis dans les bâtiments déjà cités, une salle de musculation, une salle informatique. un laboratoire de langue.
L'association « Mémoire des pierres », qui a son siège dans la bibliothèque du château, a découvert et mis en valeur une pierre estimée du XIIIe siècle dans les caves du château.
Ces caves possèdent également des piliers et des voûtes du XVe siècle.

## Parc
Le parc du domaine de la Motte-au-Bois avec sa terrasse en terre-plein, son jardin potager, sa serre, son square et sa clôture de jardin est inscrit au pré-inventaire des jardins remarquables. Il est utilisé pour diverses animations, festivals, etc,.